# Haloragis tenuifolia
Haloragis tenuifolia är en slingeväxtart som beskrevs av George Bentham. Haloragis tenuifolia ingår i släktet Haloragis och familjen slingeväxter. Inga underarter finns listade i Catalogue of Life.